# Cladosporium edgeworthiae
Cladosporium edgeworthiae är en svampart som beskrevs av H. Zhang & Z.Y. Zhang 1998. Cladosporium edgeworthiae ingår i släktet Cladosporium och familjen Davidiellaceae.   Inga underarter finns listade i Catalogue of Life.